# 皇家艺术学院
皇家艺术学院（英語：Royal College of Art，縮寫為）是一所位于英国伦敦的公立研究型大学，始建於1837年。全球唯一全研究制艺术院校，仅授予硕士和博士学位。
根据历年的QS世界大学学科排名中，皇家艺术学院在艺术与设计类一直稳居世界第一，并获2019年最佳时尚设计综合排名报告的最佳商业时尚奖 。

## 历史
RCA于1837年在萨默塞特府成立，当时名为政府设计学院（Government School of Design）或大都会设计学院（Metropolitan School of Design）。 理查德·伯切特於1852年成为学校校长。后来学校迁至南肯辛顿，位于南肯辛顿博物馆。1857年改名为艺术师范学院（Normal Training School of Art），1863年更名为国立艺术训练学院（National Art Training School）。这段时期的学生包括：喬治·克勞森爵士、克里斯托弗·德莱赛、卢克·菲尔德斯、凯特·格林威和格特鲁德·杰基尔。
1896年9月，学校更名为皇家艺术学院，教学重点转向艺术和设计实践。20世纪中叶开始教学平面设计、工业设计和产品设计。学校在20世纪60年代进一步扩张，并于1967年获得皇家特许状，赋予其独立大学的地位，有权授予自己的学位。
RCA的设计史课程与英国维多利亚和阿尔伯特博物馆联合教学。創新設計工程专业是与伦敦帝国理工学院联合教学，授予双硕士学位。

## 校园

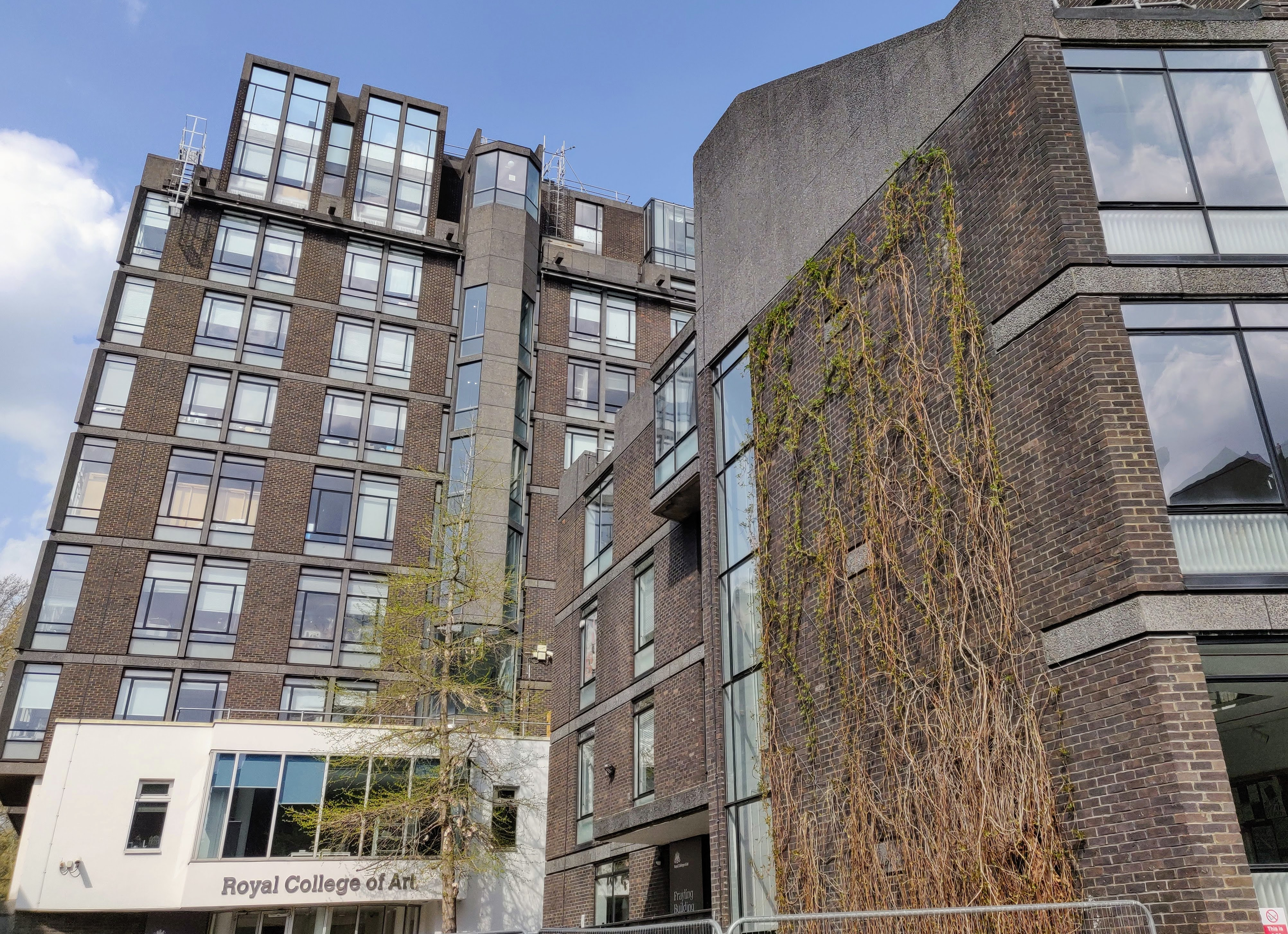
南肯辛頓校區的主樓

皇家艺术学院目前共有三個校區，分別位於伦敦的南肯辛頓、巴特西及白城。並設有建筑学院，传媒学院，设计学院以及艺术人文学院。

### 南肯辛顿校區
Darwin Building：坐落于南肯辛顿的高尔街，1960年由学院的团队负责设计：H. T. Cadbury-Brown,Hugh Casson和Robert Goodden。

### 巴特西校區
Sackler Building：是Haworth Tompkins设计的校園规划方案中，三阶段的第一个阶段。該樓供绘画系使用。
Dyson Building：为纪念学院的捐赠者詹姆斯·戴森而命名。該樓供版画和摄影系使用。交通由迷你巴士與南肯辛頓和白城校區連接。
Woo Building：巴特西規劃方案的最後一個階段，落成于2015年9月。为纪念从1990年开始，在RCA设立奖学金的胡寶星爵士和Helen Woo女士而命名。該樓供陶瓷与玻璃 和 珠宝与金属系使用。大楼的氧化铝制大门由校友Max Lamb设计。
Studio Building：原為Sculpture Building，2009年1月对外开放，供雕塑系使用。並於2018年重建，更名為Studio Building，2021年完工。新的大樓供雕塑、產品設計等科系使用。

### 白城校區
Graden House：該樓供传媒学院使用。

## 学术声誉
- 2024年，RCA在Quacquarelli Symonds发布的QS世界大学排名中连续十年位居艺术与设计学科第一，总分为98.5/100。RCA也连续二年在艺术史学科中排名第一，包含教授设计史的课程。[6]

## 校友
- 鄒駿昇，繪本作家。
- 詹姆士·戴森
- 大衛·霍克尼
- 翠西·艾敏
- 雷利·史考特
- 大衛·阿賈耶
- 芭芭拉·赫普沃斯
- 亨利·摩爾
- 東尼·史考特
- Thomas Heatherwick
- 埃斯特爾·西爾維亞·潘克斯特
- 艾恩·迪里
- 艾倫·瑞克曼

## 扩展阅读
- Christopher Frayling, The Royal College of Art: 150 Years of Art & Design (1987)